# Fußball-Club Bayern München Basketball 2018-2019
Questa voce raccoglie le informazioni riguardanti il Fußball-Club Bayern München Basketball nelle competizioni ufficiali della stagione 2018-2019.

## Stagione
La stagione 2018-2019 del Fußball-Club Bayern München Basketball è la 18ª nel massimo campionato tedesco di pallacanestro, la Basketball-Bundesliga.

## Roster
Aggiornato al 14 luglio 2018.
| Bayern München 2018-19 | Bayern München 2018-19 |
| Giocatori              | Staff tecnico          |
| ---------------------- | ---------------------- |

| N. | Naz.                                                  | Ruolo | Nome               | Anno | Alt.   | Peso   |  |
| -- | ----------------------------------------------------- | ----- | ------------------ | ---- | ------ | ------ |  |
| 1  | Serbia (bandiera)                                     | AP    | Nemanja Dangubić   | 1993 | 204 cm | 88 kg  |  |
| 2  | Germania (bandiera)                                   | PG    | Nelson Weidemann   | 1999 | 190 cm | 74 kg  |  |
| 3  | Stati Uniti (bandiera)                                | P     | Braydon Hobbs      | 1989 | 196 cm | 84 kg  |  |
| 7  | Germania (bandiera)                                   | AP    | Alex King          | 1985 | 200 cm | 100 kg |  |
| 8  | Finlandia (bandiera)                                  | PG    | Petteri Koponen    | 1988 | 194 cm | 88 kg  |  |
| 10 | Croazia (bandiera) · Germania (bandiera)              | C     | Leon Radošević     | 1990 | 207 cm | 112 kg |  |
| 11 | Serbia (bandiera)                                     | A     | Vladimir Lučić     | 1989 | 200 cm | 95 kg  |  |
| 12 | Germania (bandiera)                                   | P     | Maodo Lô           | 1992 | 191 cm | 82 kg  |  |
| 13 | Serbia (bandiera)                                     | AG    | Milan Mačvan       | 1989 | 206 cm | 107 kg |  |
| 14 | Bosnia ed Erzegovina (bandiera) · Germania (bandiera) | GA    | Nihad Đedović      | 1990 | 196 cm | 86 kg  |  |
| 15 | Germania (bandiera)                                   | G     | Robin Amaize       | 1994 | 188 cm | 80 kg  |  |
| 16 | Serbia (bandiera)                                     | P     | Stefan Jović       | 1990 | 198 cm | 94 kg  |  |
| 22 | Germania (bandiera)                                   | AC    | Danilo Barthel (C) | 1991 | 208 cm | 100 kg |  |
| 23 | Stati Uniti (bandiera)                                | AG    | Derrick Williams   | 1991 | 203 cm | 109 kg |  |
| 26 | Austria (bandiera) · Germania (bandiera)              | A     | Marvin Ogunsipe    | 1996 | 204 cm | 97 kg  |  |
| 31 | Stati Uniti (bandiera)                                | AC    | Devin Booker       | 1991 | 205 cm | 113 kg |  |

| Allenatore |
| - Dejan Radonjić |
| Assistente/i |
| - Philipp Köchling - Oliver Kostić - Emir Mutapčić - Velibor Radović Legenda - (C) Capitano - (IN) Inattivo - Infortunato Roster |

## Mercato

### Sessione estiva
| Acquisti | Acquisti         | Acquisti     | Acquisti              | Acquisti |
| R.       | Nome             | da           | Modalità              |          |
| -------- | ---------------- | ------------ | --------------------- | -------- |
| PG       | Petteri Koponen  | Barcellona   | definitivo            |          |
| G        | Robin Amaize     | Bayreuth     | definitivo            |          |
| C        | Leon Radošević   | Bamberger    | definitivo (150000 €) |          |
| P        | Maodo Lô         | Bamberger    | definitivo            |          |
| AP       | Nemanja Dangubić | Stella Rossa | definitivo            |          |
| A        | Derrick Williams | Free agent   | definitivo            |          |

| Cessioni | Cessioni         | Cessioni       | Cessioni       | Cessioni |
| R.       | Nome             | a              | Modalità       |          |
| -------- | ---------------- | -------------- | -------------- | -------- |
| G        | Jared Cunningham | Free agent     | fine contratto |          |
| G        | Reggie Redding   | Türk Telekom   | fine contratto |          |
| P        | Georg Beyschlag  | Free agent     | fine contratto |          |
| G        | Karim Jallow     | R. Ludwigsburg | prestito       |          |
| C        | Maik Zirbes      | Stella Rossa   | rescissione    |          |
| PG       | Amar Gegić       | Partizan       | rescissione    |          |
| G        | Anton Gavel      |                | ritirato       |          |